# Kroatische Defensiekrachten

Vlag van de Kroatische Defensiekrachten

De Kroatische Defensiekrachten (Kroatisch: Hrvatske obrambene snage; HOS) was een van de eerste gewapende strijdkrachten gedurende de Kroatische Onafhankelijkheidsoorlog en de Bosnische Oorlog. De leider van de groep, Blaž Kraljević, werd gedood in 1992.
In Kroatië werd de HOS ontbonden in september 1991 en opgenomen in het Kroatisch grondleger. In Bosnië en Herzegovina werd de HOS in 1992 opgeheven en opgenomen in de Kroatische Defensieraad (HVO), de belangrijkste militaire formatie van Kroatische Republiek Herceg-Bosna tijdens de Bosnische Oorlog.
Sloveense Oorlog (1991) · Kroatische Oorlog (1991-95) · Bosnische Burgeroorlog (1992-95) · Kroatisch-Bosniakse Oorlog (1992-94) · Kosovo-oorlog (1998-99) · Operatie Allied Force (1999) · Conflict in de Preševo-vallei (2001) · Macedonisch conflict (2001)